# 文德舒
文德舒是奥地利施蒂利亚州格拉茨城郊县的一个市镇。总面积12.75平方公里，总人口1502人，人口密度117.8人/平方公里（2005年）。